# 안창살

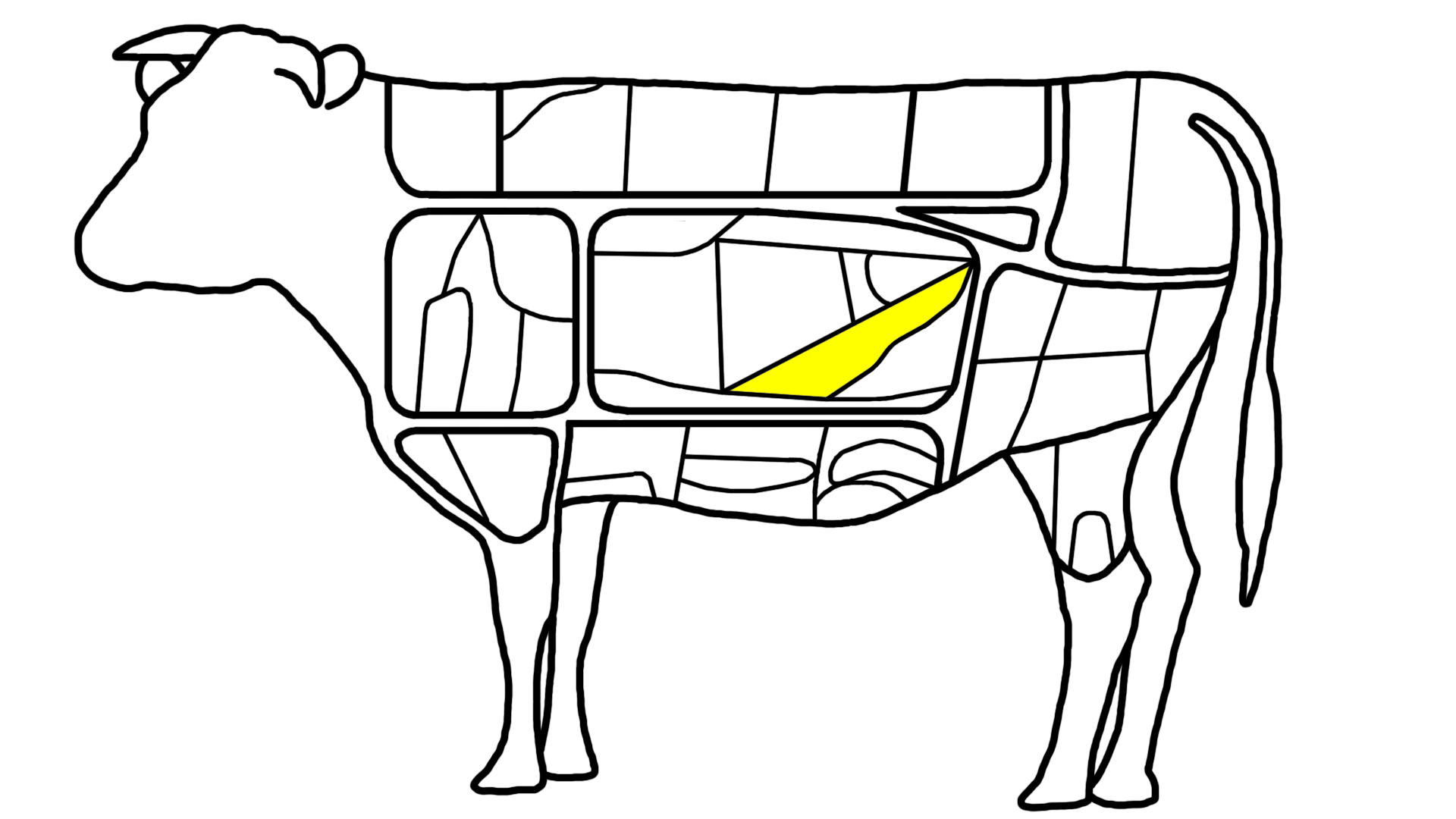
안창살

안창살은 소의 갈비 부위 가운데 하나로, 갈비 안쪽의 가슴뼈 끝에서 허리뼈까지 가로지르는 근육인 횡격막을 분리해 정형한 것이다. 토시살과 더불어 내장을 붙들고 있는 부위이며, 얇고 평평한 근육으로, 소 한 마리당 약 1.2~1.8kg 정도 생산된다. 색이 짙고 근섬유다발도 굵지만, 토시살에 비해서는 근내지방도 많이 함유한다. 조직감이 단단하고 고기의 결이 거칠지만 육즙이 진하며 구웠을 때 식감이 쫄깃쫄깃해 구이로 먹는다.

## 이름
분리해 정형한 횡격막이 신발의 안창처럼 생겼다고 해서 안창살이라는 이름이 붙었다.

## 같이 보기
- 갈비살
- 꽃갈비
- 마구리
- 본갈비
- 제비추리
- 참갈비
- 토시살